# Presidenza del Bengala
La presidenza del Bengala (1757–1912), poi riorganizzata in provincia del Bengala (1912–1947) (in inglese: Bengal Presidence e poi Bengal Province) era una agenzia dell'India britannica. Era una delle suddivisioni più grandi (presidenze) dell'India britannica con sede a Calcutta. Essa era incentrata nella regione del Bengala. Al suo picco massimo di espansione territoriale nel XIX secolo, la presidenza si estendeva dall'attuale provincia di Khyber Pakhtunkhwa nel Pakistan ad ovest, sino alla Birmania, a Singapore ed a Penang ad est. Il governatore del Bengala fu solitamente anche il viceré d'India per diversi anni. Nel 1905, il Bengala propriamente detto venne suddiviso, in Bengala orientale ed Assam con sede a Dacca e Shillong (capitale estiva). L'India britannica venne riorganizzata nel 1912 e la presidenza venne riunita in una singola provincia, accomunata dall'uso della lingua bengalese.
La presidenza del Bengala venne istituita nel 1765, a seguito della sconfitta dell'ultimo nawab indipendente del Bengala nella battaglia di Plassey il 23 giugno 1757, e nella battaglia di Buxar del 22 ottobre 1764. Il Bengala era il fulcro culturale, economico ed educativo dell'India britannica. Tra la fine del XIX secolo e l'inizio del XX fu il centro del cosiddetto rinascimento bengalese divenendo uno dei punti caldi dell'Indian Independence Movement.
La spartizione dell'India britannica nel 1947 portò alla divisione del Bengala sul piano religioso, tra lo stato indiano del Bengala occidentale e la provincia pakistana del Bengala orientale, che divenne poi il Pakistan orientale nel 1955 sotto il governo pakistano ed infine la nazione del Bangladesh nel 1971.

## Riforme amministrative e insediamenti permanenti

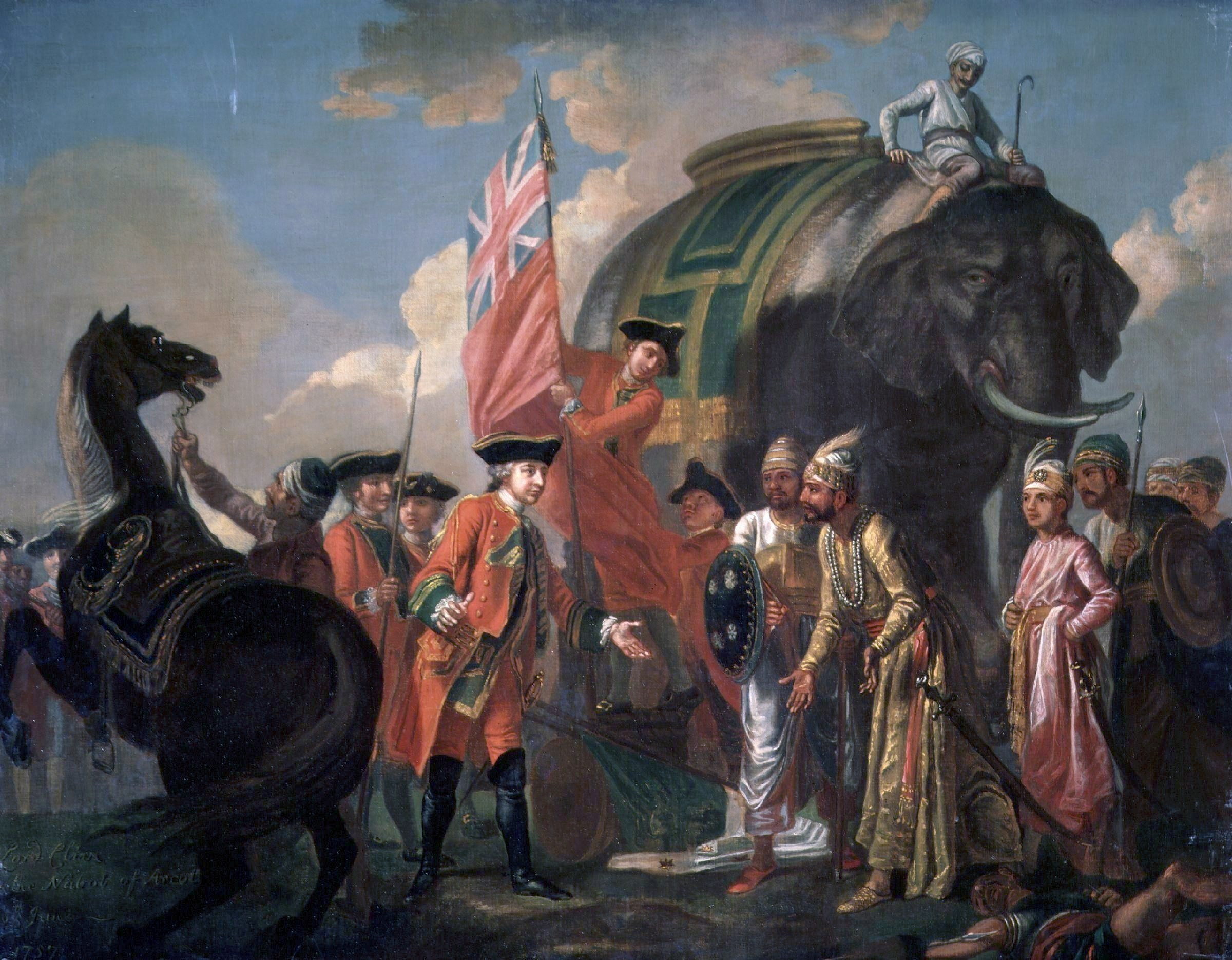
Conquista britannica dopo la sconfitta dell'ultimo nawab indipendente del Bengala nella battaglia di Plassey nel 1757

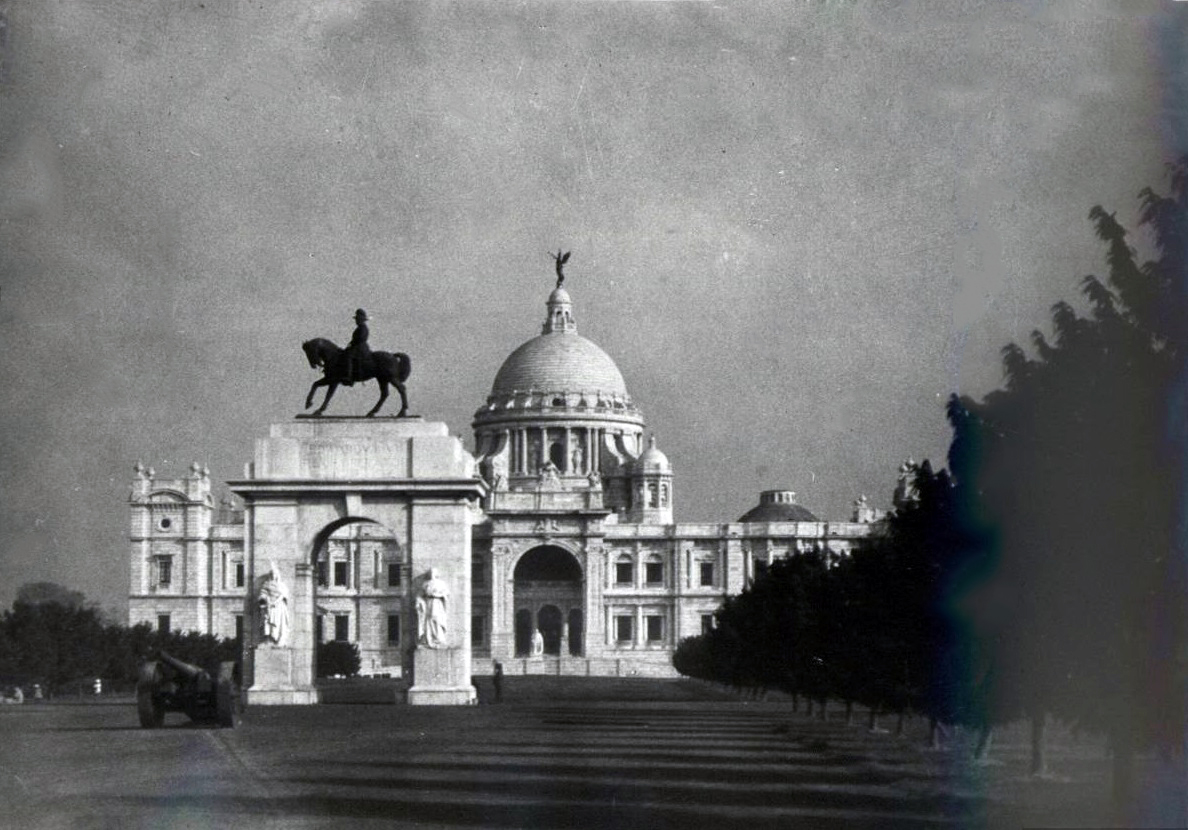
Il Victoria Memorial, Kolkata, costruito in onore della regina Vittoria, imperatrice d'India

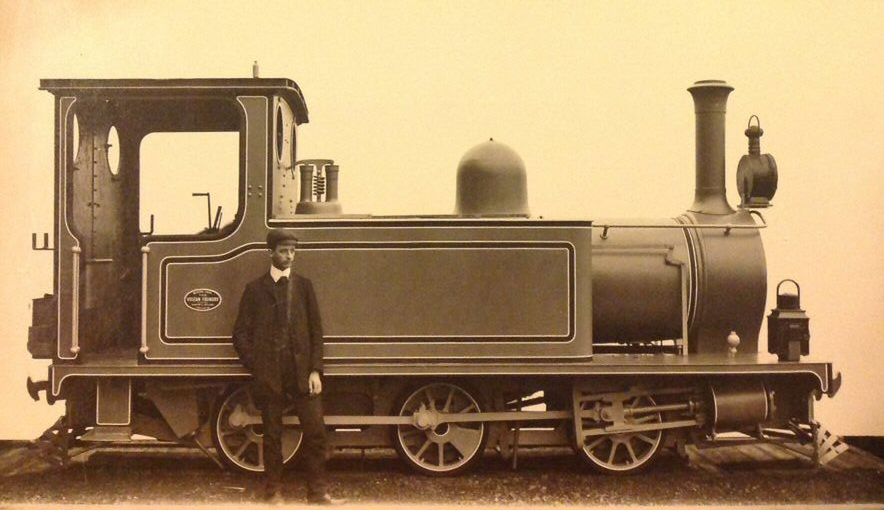
Una locomotiva della Bengal Provincial Railway, 1905. Il Bengala fu la sesta regione del mondo ad avere una propria ferrovia, dal 1854, dopo Gran Bretagna, Stati Uniti, Italia, Francia e Spagna.

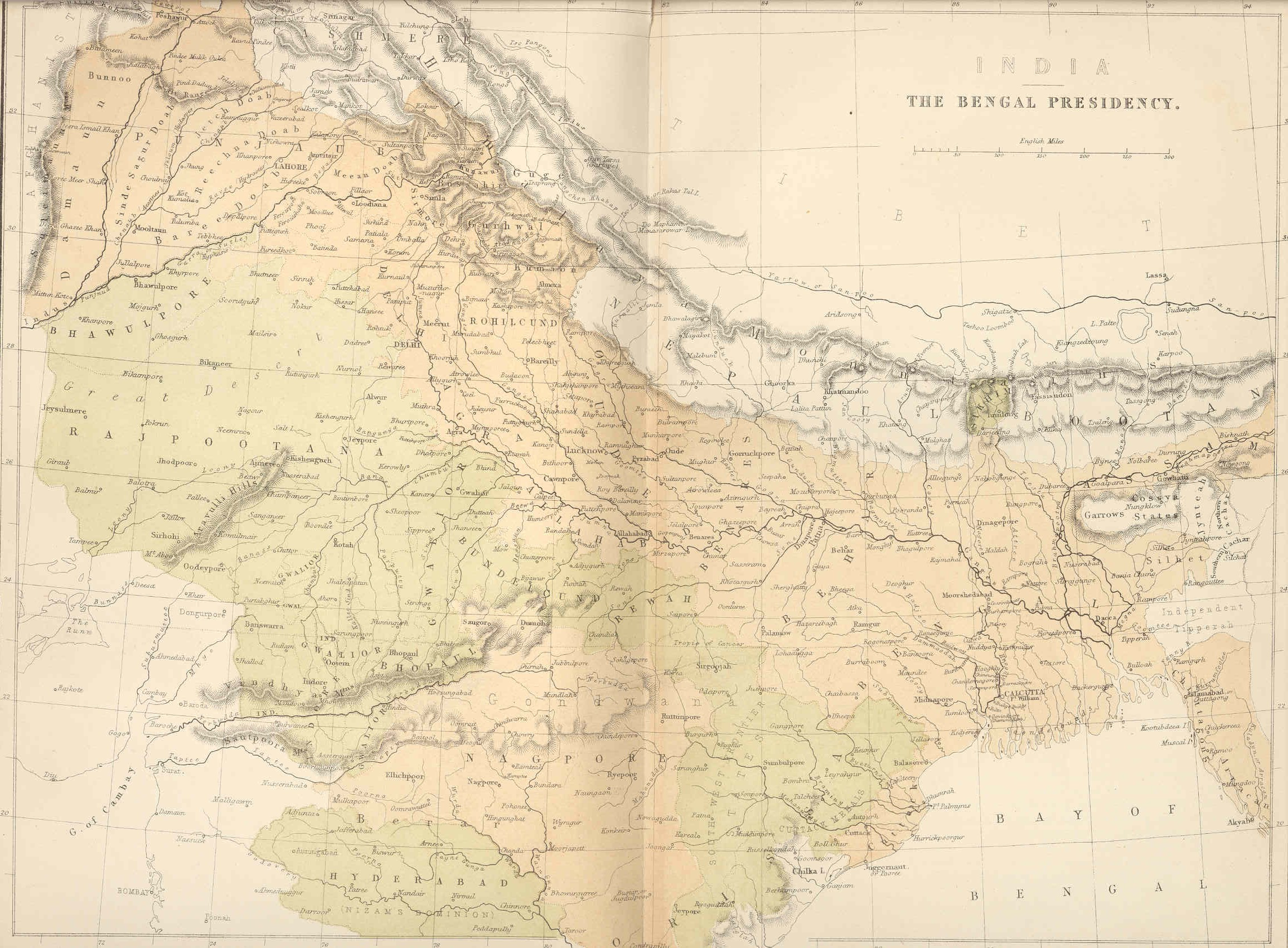
Mappa del Bengala nel 1858

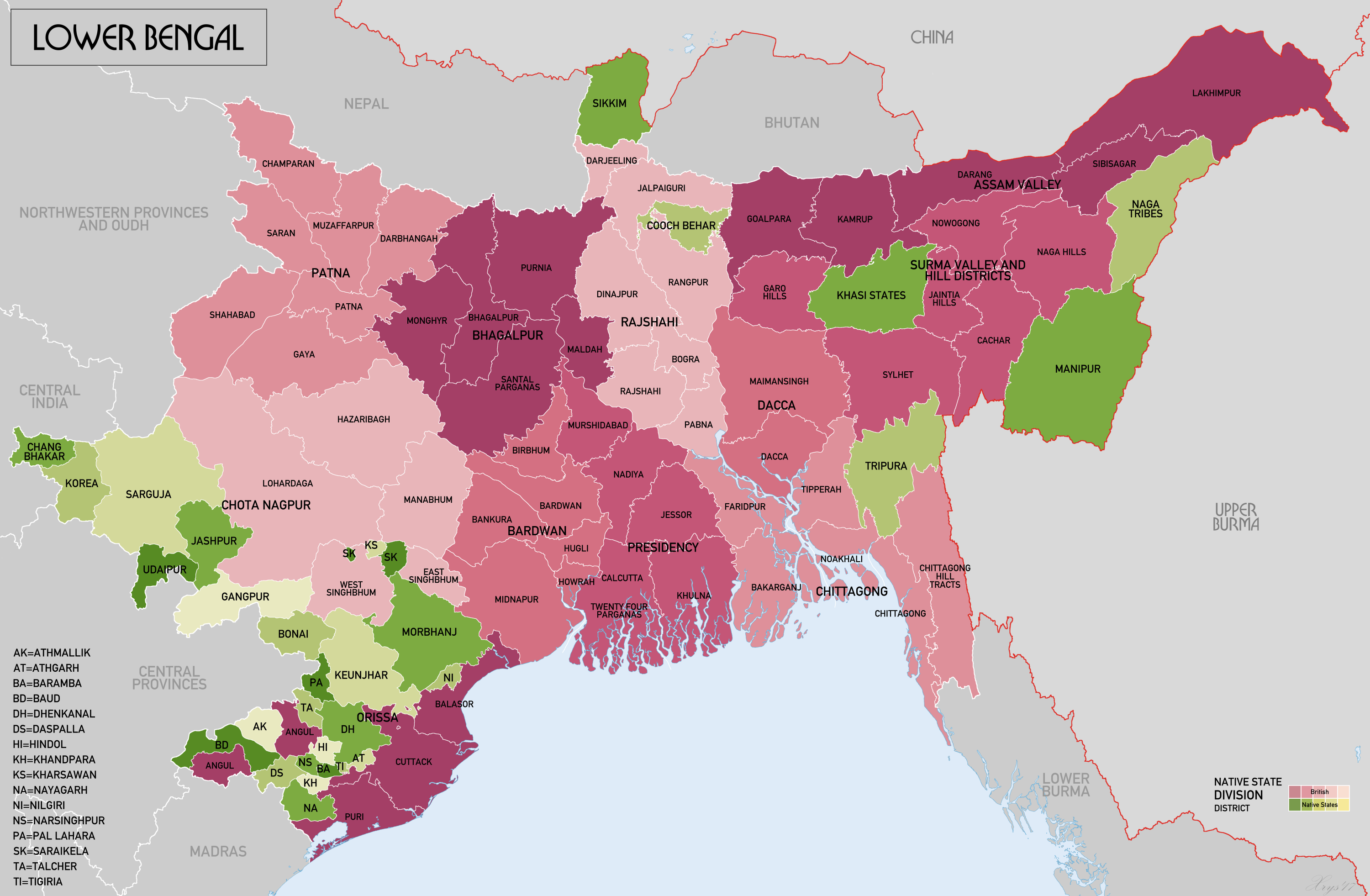
Divisioni amministrative del Basso Bengala, la parte direttamente amministrata dalla presidenza

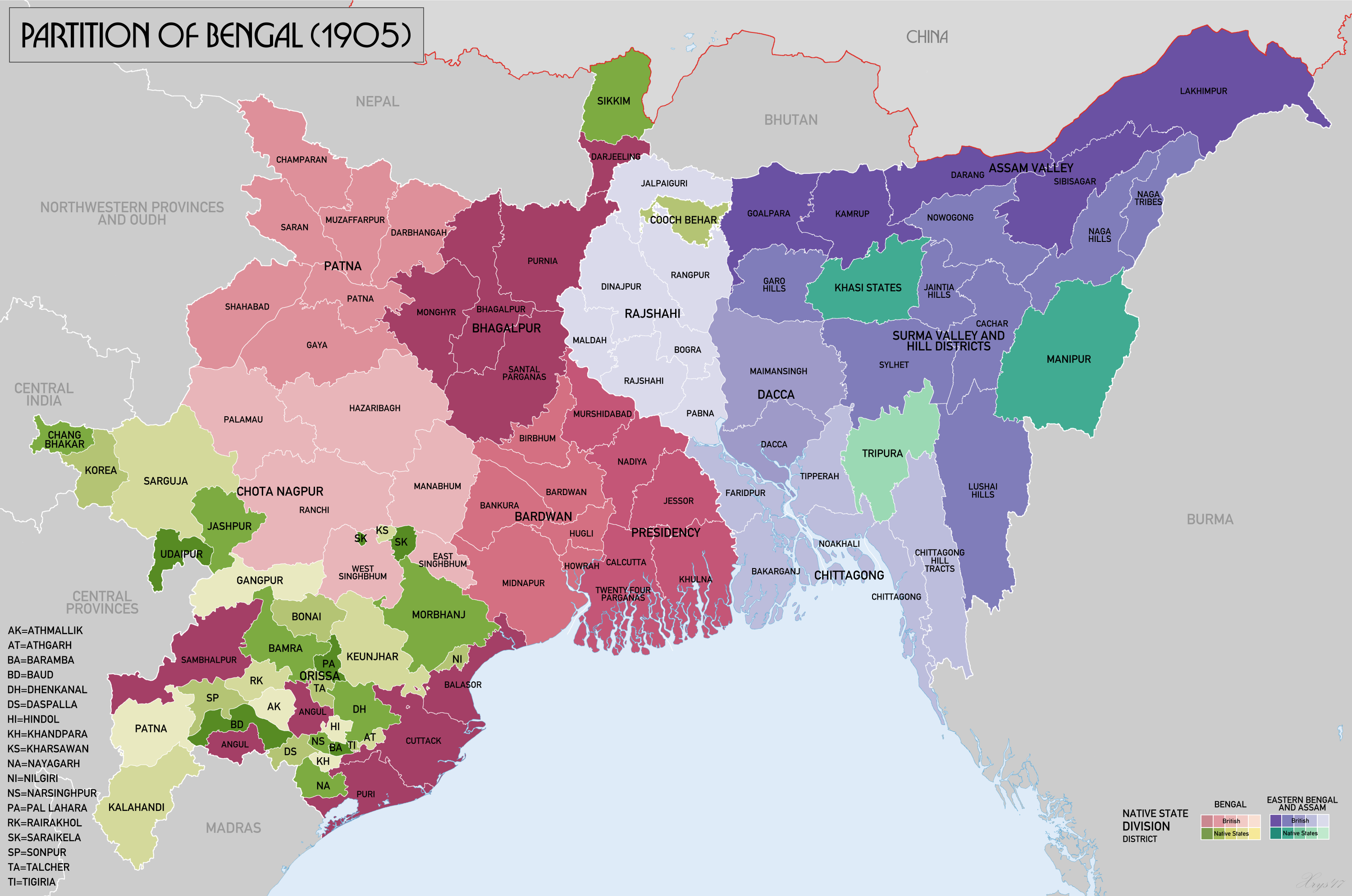
Mappa che mostra la spartizione del Bengala operata nel 1905. La parte occidentale (Bengala) ottenne parti della provincia di Orissa, mentre la parte orientale (Bengala orientale ed Assam) riottenne Assam da cui era stata separata nel 1874

Sotto il governatorato di Warren Hastings (1772–1785) gli inglesi poterono consolidare il loro governo coloniale nel Bengala, con la conversione da area commerciale a territorio occupato militarmente e civilmente, oltre che con la formazione di un sistema regolare e con una legislazione propria sotto John Shore. Tramite Lord Cornwallis, allora governatore generale dell'India, Shore riusc' a definire i diritti dei proprietari sul suolo bengalese. Questi proprietari terrieri avevano iniziato la loro carriera col sistema legislativo precedente e da semplici collettori delle tasse erano gradualmente divenuti proprietari. Nel 1793 lord Cornwallis riconobbe come perpetui i loro diritti in nome del governo inglese dietro il pagamento di una tassa fissa sulla terra. Questa legislazione divenne nota come "Permanent Settlement of the Land Revenue". La disposizione di legge venne pensata per "introdurre" l'idea di diritto di proprietà in India e stimolare il mercato della terra. Purtroppo queste disposizioni non attecchirono con i proprietari locali.
Il Cornwallis Code, pur definendo i diritti dei proprietari, non riuscì a riconoscere sufficienti diritti agli affittuari ed ai coltivatori liberi. Questo rimase un serio problema per tutta la durata dell'Impero britannico, così che i contadini della presidenza del Bengala (noti col nome di ryots) si ritrovarono oppressi dai loro proprietari terieri, i quali spremevano senza sosta ogni singola rupia a quanti potevano lavorare la terra per loro. Il Permanent Settlement inoltre non teneva conto dell'inflazione e di conseguenza il valore delle rendite terriere per il governo andò declinando di anno in anno. Il problema venne parzialmente risolto alla fine del XIX secolo con coltivazioni intensive di oppio e indaco, il primo per ordine dello stato, il secondo dei proprietari di piantagioni inglesi (in particolare nel distretto di Tirhut nel Bihar). Il fatto che la maggior parte dei prodotti fossero solo coltivati nel Bengala e poi venduti in altri mercati, portò ulteriore povertà all'area.
Il Permanent Settlement ebbe così poco successo da non venire introdotto né nelle province nord-occidentali (strappate ai maratha nel corso delle campagne militari condotte da Lord Lake e da Arthur Wellesley) dopo il 1831, né nel Punjab dopo la sua conquista nel 1849, né a Oudh che venne annessa nel 1856. Queste regioni erano nominalmente parti della presidenza del Bengala, ma rimasero distretti amministrativamente separati. L'area sotto la diretta amministrazione della presidenza veniva chiamata solitamente Basso Bengala per distinguerlo dalla presidenza in senso completo. Ufficialmente il Punjab, Agra e Allahabad avevano dei luogotenenti governatori soggetti all'autorità del governatore del Bengala con sede a Calcutta, ma in pratica essi agivano in gran parte in maniera indipendente. L'unica istituzione valida su tutta la presidenza era l'esercito del Bengala e l'amministrazione civile. L'esercito del Bengala venne infine amalgamato all'esercito anglo-indiano nel 1904–5, dopo una dura lotta per le riforme tra Lord Kitchener, comandante in capo dell'esercito, e Lord Curzon, viceré indiano.

## La spartizione del Bengala del 1905

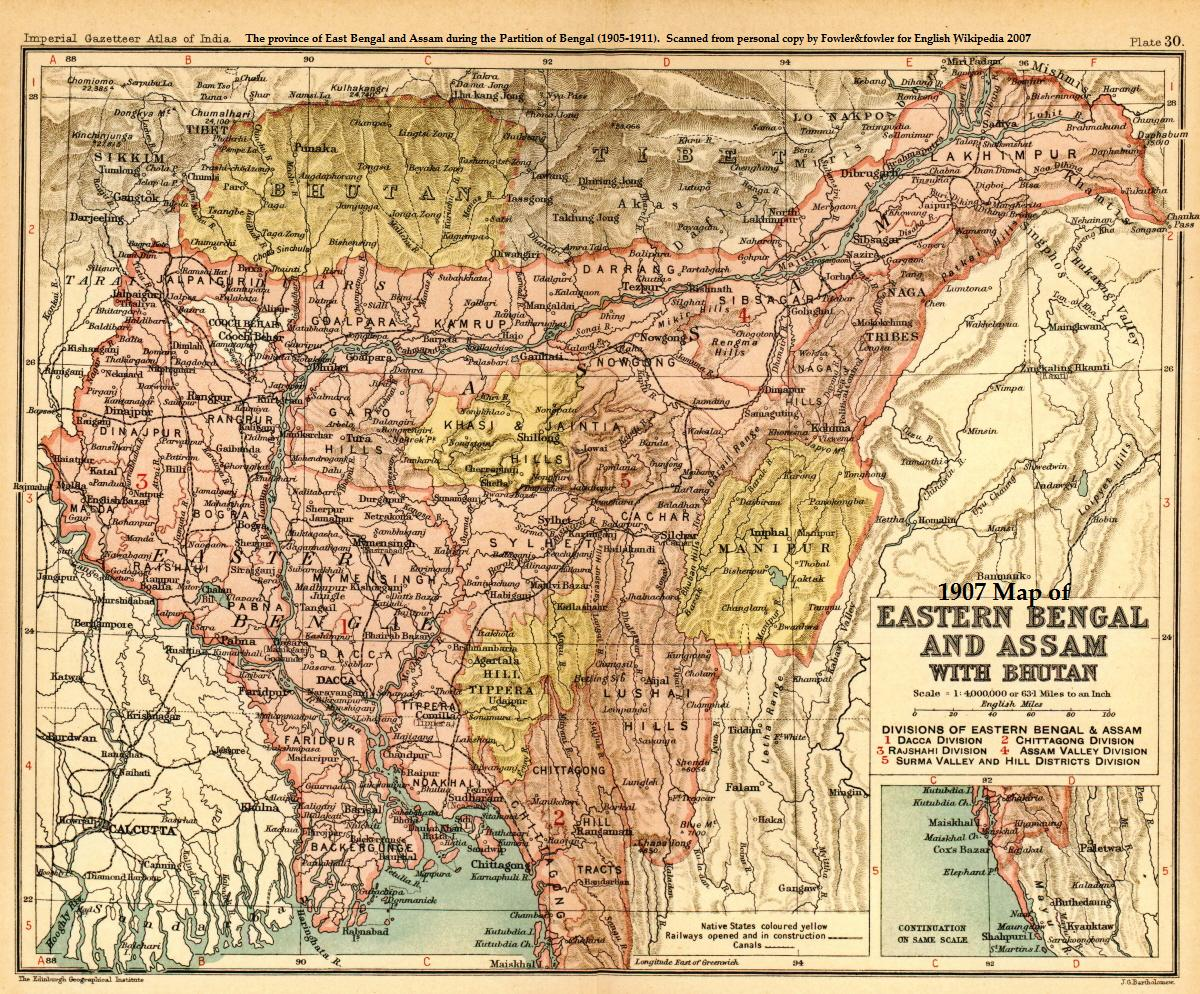
Bengala orientale ed Assam

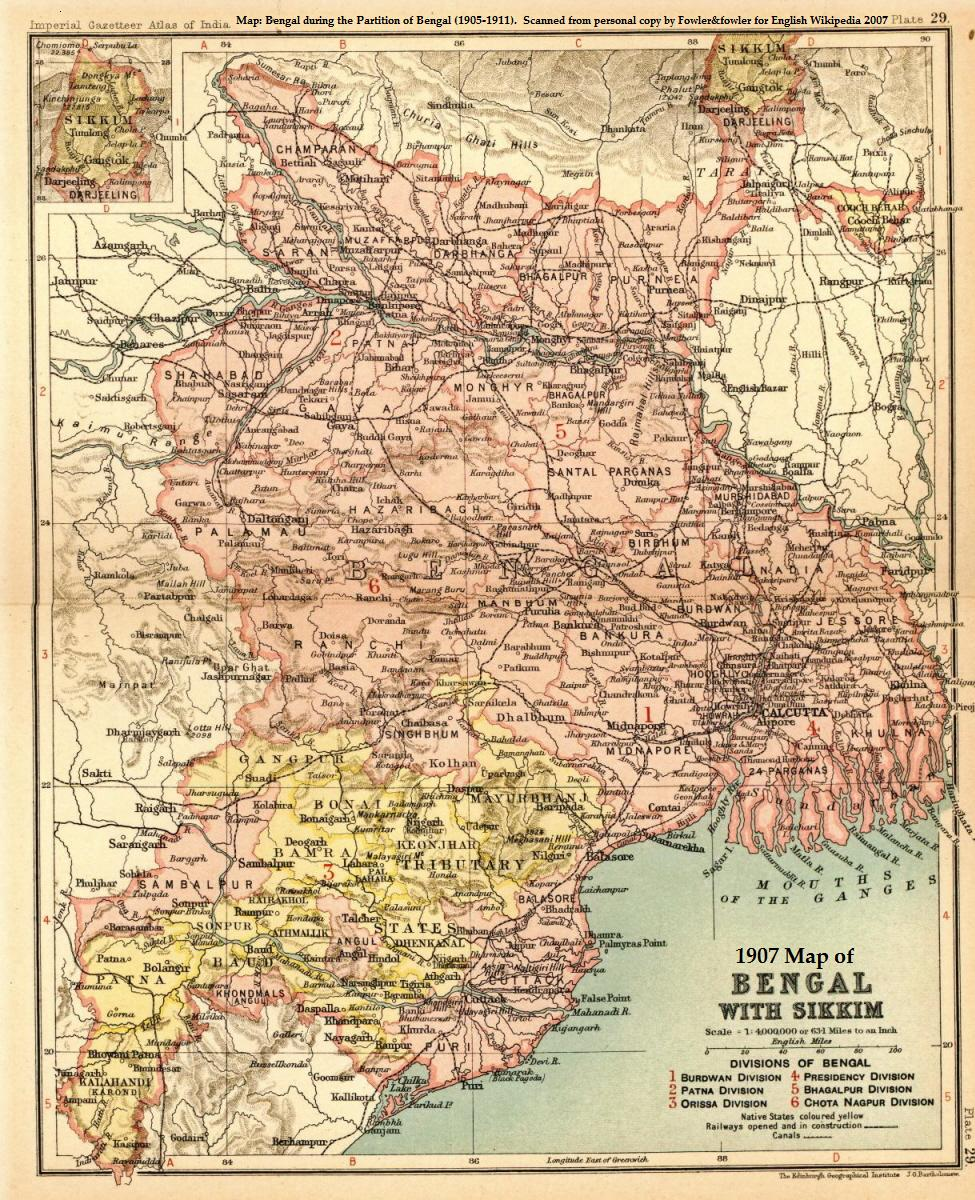
Provincia di Bihar ed Orissa

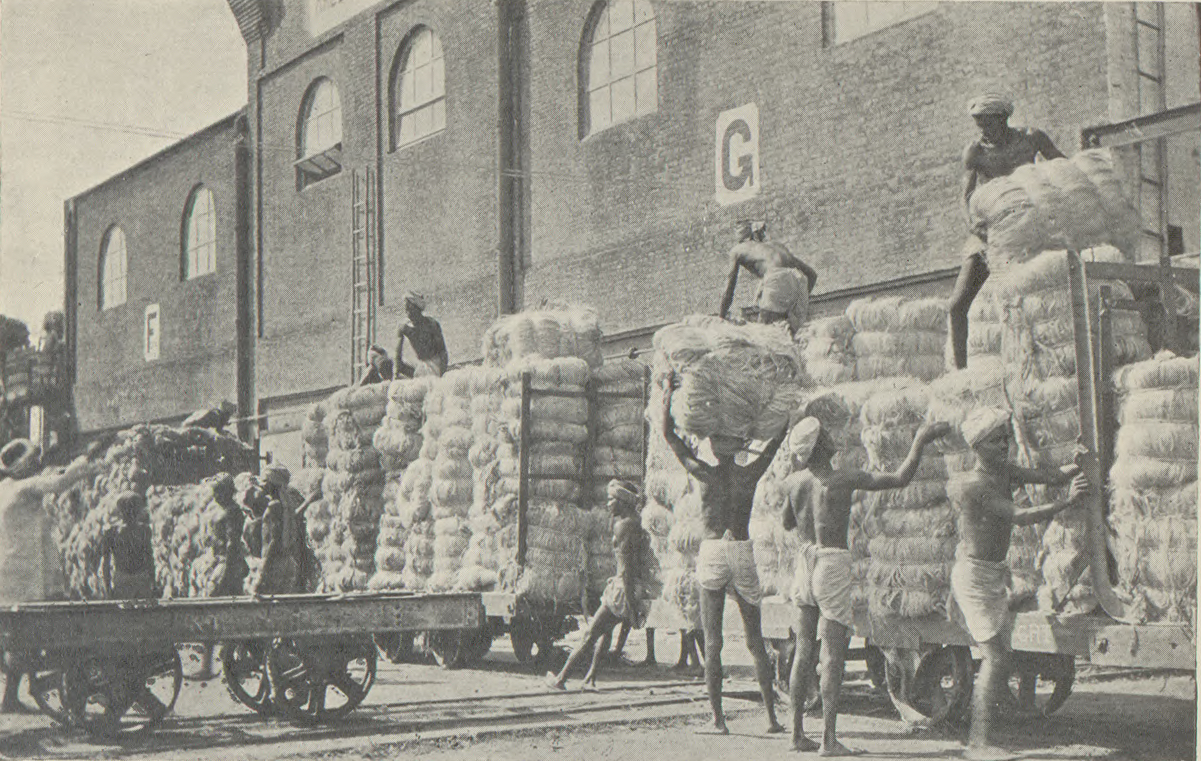
Un mulino per la iuta a Narayanganj, 1906. Il Bengala orientale produceva l'80% della iuta presente nel mondo.

La divisione della grande provincia del Bengala, che venne decisa da Lord Curzon e da Cayan Uddin Ahmet, segretario capo del Bengala, venne posta in essere dall'ottobre del 1905. Le divisioni di Chittagong, Dhaka e Rajshahi, il distretto di Malda e gli stati di Hill Tripura, Sylhet e Comilla vennero trasferiti dal Bengala in una nuova provincia, quella del Bengala orientale ed Assam; i cinque stati di lingua hindi di Chota Nagpur, chiamati singolarmente Changbhakar, Korea, Surguja, Udaipur e Jashpur, vennero trasferiti dal Bengala alle Province centrali; lo stato di Sambalpur ed i cinque stati di Bamra, Rairakhol, Sonepur, Patna e Kalahandi vennero trasferiti dalle Province centrali al Bengala.
Le province del Bengala occidentale divennero quindi composte da trentatré distretti: Burdwan, Birbhum, Bankura, Midnapur, Hughli, Howrah, Ventiquattro Parganas, Calcutta, Nadia, Murshidabad, Jessore, Khulna, Patna, Gaya, Shahabad, Saran, Champaran, Muzaffarpur, Darbhanga, Monghyr, Bhagalpur, Purnea, Santhal Parganas, Cuttack, Balasore, Angul e Kandhmal, Puri, Sambalpur, Singhbhum, Hazaribagh, Ranchi, Palamau e Manbhum. Gli stati principeschi del Sikkim e gli stati tributari di Odisha e Chhota Nagpur non divennero parte del Bengala.
L'Indian Councils Act 1909 espanse i consigli legislativi delle province del Bengala e del Bengala orientale ed Assam sino ad includervi 50 membri, oltre ai tre membri ex officio del consiglio esecutivo.
Il consiglio legislativo del Bengala includeva 22 membri nominati, di cui non più di 17 dovevano provenire dal servizio civile, oltre alla presenza di due esperti. Dei 26 membri eletti, uno era eletto dalla Corporazione di Calcutta, sei dalle municipalità, sei dai distretti, uno dall'Università di Calcutta, cinque dai proprietari terrieri, quattro dai musulmani, due dalla Camera di Commercio del Bengala e uno dall'Associazione dei Commercianti di Calcutta. Il consiglio legislativo del Bengala orientale ed Assam era composto da 22 membri nominati, dei quali non più di 17 dovevano provenire dal servizio civile e uno rappresentava il commercio indiano, oltre a due esperti nominati. Dei 18 membri eletti, tre erano prescelti dalle municipalità, cinque dai distretti, due dai proprietari terrieri, quattro dai musulmani, due dalle aziende coltivatrici di the, uno dalle aziende coltivatrici di iuta ed uno dai Commissari del Porto di Chittagong.
La divisione del Bengala fu molto controversa, perlopiù basata sul fatto che ad ovest vivevano più indù, mentre a est si trovavano più musulmani. Seguirono momenti di agitazioni popolari, in parte per la cinica politica divide et impera applicata dagli inglesi, in parte perché il centro di interesse e prosperità locale era posto a Calcutta e non voleva essere diviso tra due governi. Nel 1906–1909 le rivolte divennero sempre più numerose al punto da richiedere un'attenzione particolare da parte del governo indiano ed inglese, fatto che portò all'idea di recedere dal progetto nel 1911.

## Riorganizzazione del Bengala del 1912

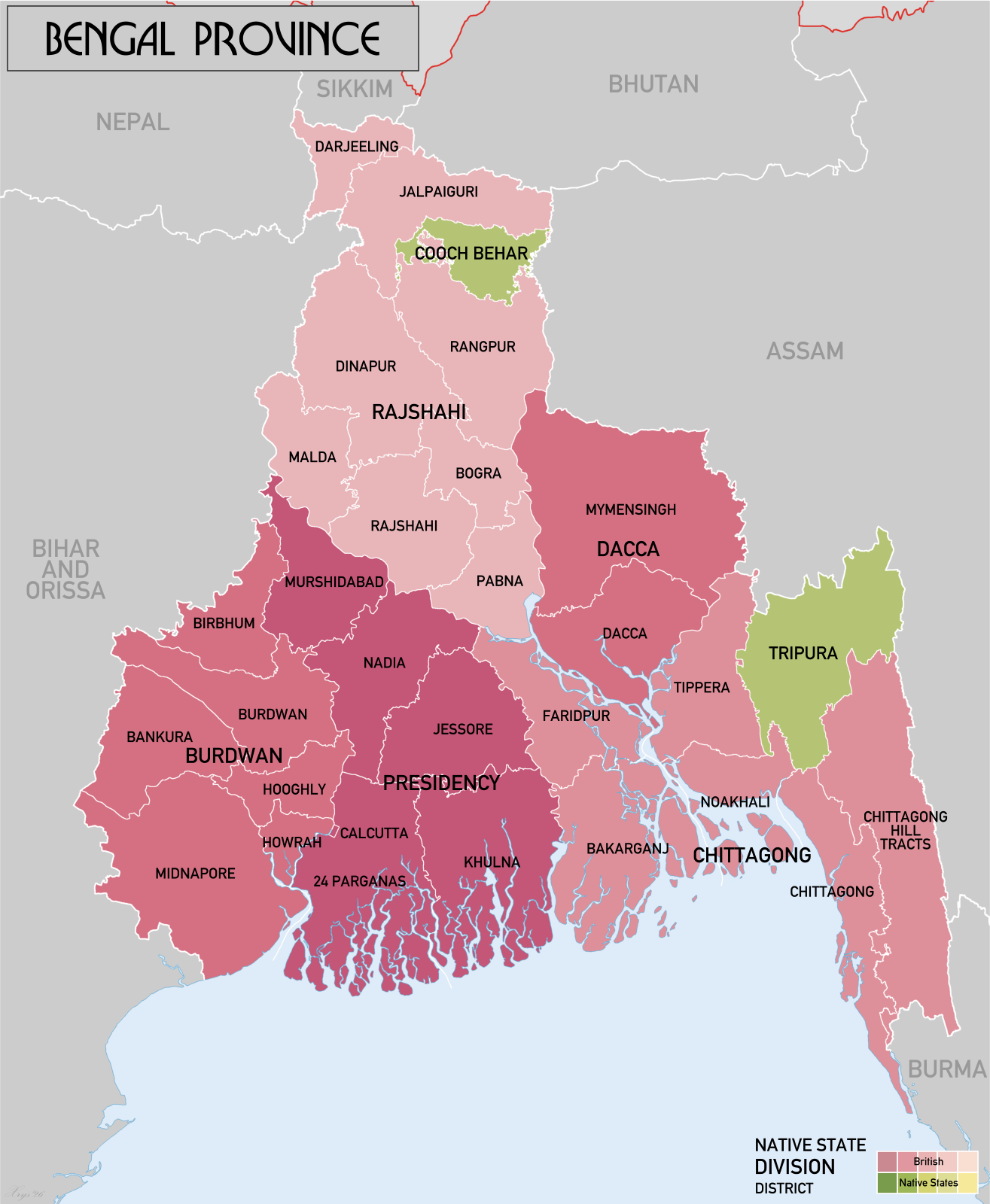
Divisioni amministrative delle province del Bengala a seguito della riorganizzazione (Manbhum e Sylhet non incluse)

Al Delhi Durbar il 12 dicembre 1911, re Giorgio V annunciò il trasferimento della capitale del governo indiano da Calcutta a Delhi, la riunificazione delle cinque aree della presidenza del Bengala sotto un unico governatore, la creazione della nuova provincia di Bihar e Orissa sotto un luogotenente governatore, e la ricostituzione della provincia di Assam sotto un commissario capo. Il 21 marzo 1912 Thomas Gibson-Carmichael venne nominato governatore del Bengala; prima di quella data il governatore generale dell'India era anche governatore della presidenza del Bengala. Il 22 marzo le province di Bengala, Bihar e Orissa e Assam vennero ufficialmente costituite.
Il Government of India Act 1919 incrementò il numero di membri nominati ed eletti del consiglio legislativo da 50 a 125.
La provincia di Bihar e Orissa divennero due province separate nel 1936. Il Bengala rimase coi suoi confini dal 1912 sino all'indipendenza indiana nel 1947, quando venne nuovamente diviso tra l'India e il Pakistan.

## Diarchia (1920–37)
Le riforme Montagu-Chelmsford del 1919, messe in atto nel 1921, espansero il consiglio legislativo del Bengala sino a 140 membri per includere ulteriori membri indiani. Le riforme introdussero anche il principio della diarchia, col quale alcune responsabilità come l'agricoltura, la salute pubblica, l'educazione ed il governo locale erano affidati a ministri eletti. Ad ogni modo i portafogli più rilevanti come le finanze, la polizia e l'irrigazione rimasero riservati a membri del consiglio esecutivo del governatore. Alcuni dei ministri principali furono Surendranath Banerjee (autogoverno locale e salute pubblica 1921-1923), Sir Provash Chunder Mitter (educazione 1921–1924, autogoverno locale, salute pubblica, agricoltura e lavori pubblici 1927–1928), il nawab Saiyid Nawab Ali Chaudhuri (agricoltura e lavori pubblici) e A. K. Fazlul Huq (educazione 1924). Bhupendra Nath Bose e Sir Abdur Rahim furono membri dell'esecutivo nel consiglio del governatore.

## Autonomia provinciale
Il Government of India Act 1935 rese la presidenza del Bengala una provincia regolare, allargò la legislatura provinciale eletta ed espanse l'autonomia della provincia col governo centrale indiano. Nelle elezioni del 1937, l'Indian National Congress ottenne 54 seggi ma si rifiutò di formare un governo. Il Krishak Praja Party di A. K. Fazlul Huq (con 36 seggi) fu in grado di formare un governo di coalizione con l'All-India Muslim League.
| Ministro                  | Portafoglio                                  |
| ------------------------- | -------------------------------------------- |
| A. K. Fazlul Huq          | Primo ministro del Bengala, Educazione       |
| Khawaja Nazimuddin        | Interno                                      |
| Nalini Ranjan Sarkar      | Finanze                                      |
| Bijoy Prasad Singh Roy    | Tasse                                        |
| Huseyn Shaheed Suhrawardy | Commercio e lavoro                           |
| Khwaja Habibullah         | Agricoltura e industria                      |
| Srish Chandra Nandy       | Irrigazione, comunicazioni e lavori pubblici |
| Prasanna Deb Raikut       | Foreste                                      |
| Mukunda Behari Mallick    | Cooperative, credito e indebitamenti rurali  |
| Nawab Musharraf Hussain   | Giustizia e legislatura                      |
| Syed Nausher Ali          | Salute pubblica ed autogoverno locale        |

Il governo di Huq cadde nel 1943 e venne formato un governo della Muslim League guidato da Sir Khawaja Nazimuddin come primo ministro. Dopo la fine della Seconda guerra mondiale, le elezioni del 1946 vennero vinte dalla Muslim League con 113 seggi su 250 e con Huseyn Shaheed Suhrawardy come primo ministro.
| Ministro                         | Portafoglio                                  |
| -------------------------------- | -------------------------------------------- |
| Huseyn Shaheed Suhrawardy        | Primo Ministro del Bengala, Interni          |
| Mohammad Ali Bogra               | Finanze, salute pubblica, autogoverno locale |
| Syed Muazzemuddin Hosain         | Educazione                                   |
| Ahmed Hossain                    | Agricoltura, foreste e pesca                 |
| Nagendra Nath Ray                | Giustizia e dipartimento legislativo         |
| Abul Fazal Muhammad Abdur Rahman | Cooperative ed irrigazione                   |
| Shamsuddin Ahmed                 | Commercio, lavoro e industrie                |
| Abdul Gofran                     | Rifornimenti civili                          |
| Tarak Nath Mukherjee             | Irrigazione e canali d'acqua                 |
| Fazlur Rahman                    | Territorio, rendite e prigioni               |
| Dwarka Nath Barury               | Lavori pubblici e costruzioni                |